# Francisco Sanz
Francisco Mateu Sanz, detto Paco, (...) è un attore spagnolo.

## Biografia
Apparso in più di 80 film, soprattutto di genere western come Se sei vivo spara di Giulio Questi e Tepepa di Giulio Petroni.

## Filmografia parziale
- 5.000 dollari sull'asso, regia di Alfonso Balcázar (1964)
- 100.000 dollari per Ringo, regia di Alberto De Martino (1965)
- Agente 3S3 - Passaporto per l'inferno, regia di Sergio Sollima (1965)
- Sette ore di fuoco, regia di Joaquín Luis Romero Marchent (1965)
- Mani di pistolero, regia di Rafael Romero Marchent (1965)
- Ringo del Nebraska, regia di Antonio Román (1966)
- Yankee, regia di Tinto Brass (1966)
- Se sei vivo spara, regia di Giulio Questi (1967)
- Dio perdona... io no!, regia di Giuseppe Colizzi (1967)
- Ad uno ad uno... spietatamente, regia di Rafael Romero Marchent (1968)
- Tepepa, regia di Giulio Petroni (1969)
- Il prezzo del potere, regia di Tonino Valerii (1969)
- Kidnapping! Paga o uccidiamo tuo figlio, regia di Alberto Cardone (1969)
- Anda muchacho, spara!, regia di Aldo Florio (1971)
- Le tombe dei resuscitati ciechi (La noche del terror ciego), regia di Amando de Ossorio (1972)